# Wolt
Wolt este o marcă sub care compania americană DoorDash desfășoară activități de livrări de produse alimentare în Europa și Asia. Wolt a început drept o companie de sine stătătoare, având sediul în Helsinki și operând în Finlanda, cu ajutorul unei aplicații mobile pentru iOS și Android, și a unui website, prin care clienții puteau comanda mâncare și bunuri casnice de la restaurantele și magazinele partenere, sau de la lanțul propriu de magazine alimentare numit Wolt Market.
Compania a fost fondată în 2014 de Miki Kuusi, și a fost achiziționață de DoorDash în mai 2022. Brandul continuă să funcționeze ca subsidiar al lui DoorDash.